# 31399 Susorney
31399 Susorney è un asteroide della fascia principale. Scoperto nel 1998, presenta un'orbita caratterizzata da un semiasse maggiore pari a 2,5910216 au e da un'eccentricità di 0,1029215, inclinata di 14,66198° rispetto all'eclittica.